# Heaven to a Tortured Mind
| Recensione      | Giudizio |
| --------------- | -------- |
| AnyDecentMusic? | 8.2/10   |
| AllMusic        |          |
| Metacritic      | 88/100   |
| Clash           | 8/10     |
| The Guardian    |          |
| PopMatters      | 9/10     |
| Pitchfork       | 8.5/10   |
| Q               |          |
| Paste           | 9/10     |
| The Times       |          |
| The Skinny      |          |
| Exclaim!        | 9/10     |

Heaven to a Tortured Mind è il quarto album in studio del musicista statunitense Yves Tumor, pubblicato il 3 aprile 2020.

## Descrizione
L'album è stato annunciato il 18 febbraio 2020 con la pubblicazione del primo singolo, Gospel for a New Century. Successivamente sono stati distribuiti gli ultimi due singoli (Kerosene! e Romanticist/Dream Palette) rispettivamente il 9 e il 30 marzo 2020.
Il disco è stato generalmente ben accolto dalla critica musicale. Per Metacritic, che assegna punteggi su 100 tramite le recensioni di critici specializzati, l'album ha totalizzato 88 punti, dimostrando "apprezzamento universale". In molti hanno definito Heaven to a Tortured Mind un disco rivoluzionario che "verrà ricordato come una pietra miliare della nostra generazione", come afferma Austin Jonas su Paste, o addirittura "il disco psychedelic soul del ventunesimo secolo" (citando Eero Holi di Clash). Benché Yves Tumor abbia sempre raccolto recensioni positive, quest'ultimo lavoro è stato ricordato da Paul Carr di PopMatters come un grande passo in avanti, perché "se negli album passati tendeva spesso a nascondersi dietro la musica, in questo riesce ad emergere dalla sua crisalide sonora, e si innalza con le sue splendenti ali nere". Anche Heather Phares di AllMusic è dello stesso avviso: ha infatti definito Yves Tumor come un artista che continua a superarsi in modo considerevole. Sia Alexis Petridis (The Guardian) che Kevin Lozano (Pitchfork) notano che nonostante la sua intimità emerga in maniera passionale ed icastica, le idee sembrano essere frutto di un'attenta analisi stilistica. Anche Leonie Cooper fa notare su Q "l'approccio piuttosto diretto". Kaelen Bell di Exclaim! ha accostato l'Yves Tumor di questo disco a un nuovo genere distorto e trasgressivo di popstar, che "ci distrugge per poi creare qualcosa di totalmente nuovo".

## Tracce
Edizione standard
Tutte le tracce sono state scritte da Yves Tumor, eccetto ove indicato.
1. Gospel for a New Century (3:18)
2. Medicine Burn (4:04)
3. Identity Trade (1:59)
4. Kerosene! (5:05) (Yves Tumor, Jeremiah Raisen)
5. Hasdallen Lights (2:07)
6. Romanticist (1:46)
7. Dream Palette (2:55)
8. Super Stars (3:05) (Yves Tumor, Hirakish)
9. Folie Imposée (3:05)
10. Strawberry Privilege (3:52)
11. Asteroid Blues (2:02)
12. A Greater Love (3:04) (Yves Tumor, Clara La San, Hirakish)

Edizione giapponese
Tutte le tracce sono state scritte da Yves Tumor, eccetto ove indicato.
1. Gospel for a New Century (3:18)
2. Medicine Burn (4:04)
3. Identity Trade (1:59)
4. Kerosene! (5:05) (Yves Tumor, Jeremiah Raisen)
5. Hasdallen Lights (2:07)
6. Romanticist (1:46)
7. Dream Palette (2:55)
8. Super Stars (3:05) (Yves Tumor, Hirakish)
9. Folie Imposée (3:05)
10. Strawberry Privilege (3:52)
11. Asteroid Blues (2:02)
12. A Greater Love (3:04) (Yves Tumor, Clara La San, Hirakish)
13. Folie Simultanée (3:28)

## Campionamenti
- In "Kerosene!"  sono presenti degli elementi di "Weep of Silence", scritta da Ken Hensley e John Wetton.
- "Dream Palette" contiene elementi di "A Love That's Worth Having", di Willie Hutch.
- "Gospel for a New Century" contiene elementi di "이송아" di Lee Son Ga.
- "Romanticist" contiene sia elementi di "Hangman", scritta da Roy Harper e Jimmy Page, sia di"김남미 - 오! 그말", di Kim Nam Mi.
- "Superstars" contiene elementi di "Three Piece Suit", del gruppo musicale prog-rock England.

## Formazione

### Musicisti
- Yves Tumor - voce
- Hirakish - voce (tracce 8 e 12)
- Pan Daijing - voce aggiuntiva (traccia 1)
- Diana Gordon - voce aggiuntiva (traccia 4)
- Kelsey Lu - voce aggiuntiva (traccia 6)
- Julia Cumming - voce aggiuntiva (tracce 7 e 10)
- Clara La San - voce aggiuntiva (traccia 12)
- Yves Rothman - sintetizzatori, basso, programmazione aggiuntiva
- Joe Kennedy - chitarra, basso, organo, drum machine, sintetizzatori, mellotron
- Heavy Mellow - chitarra
- Andreas Emanuel - chitarra
- Kenny Gilmore - chitarra, sintetizzatori
- Andy Ramsay - chitarra, batteria, effetti musicali
- Gina Ramirez - basso
- Henry Schiff - batteria
- Sylvain Carton - sassofono tenore, sassofono baritono, flauto, clarinetto
- Justin Raisen - produttore esecutivo, sintetizzatori, batteria aggiuntiva

### Personale tecnico
- Yves Tumor - produzione
- Yves Rothman - co-produttore, editor[non chiaro]
- Mahssa Taghinia - produttore esecutivo
- Anthony Paul Lopez - batteria
- Ben Zelico - editor[non chiaro]
- Collin Dupuis - missaggio
- Mike Bozzi - masterizzazione

## Classifiche
| classifica (2020) | Posizione massima |
| ----------------- | ----------------- |
| Belgio(Fiandre)   | 170               |
| Scozia            | 38                |